# Акімкін Павло Володимирович
Павло Володимирович Акімкін (нар.. 4 вересня 1983, м. Курськ, Російська РФСР, СРСР) — російський актор, музикант, композитор.

## Біографія
Народився 1983 року в родині військового. Закінчив музичну школу за класом баяна.
1998 року вступив до Державного музичного училища імені Гнесіних на спеціальність «Керівник народного хору». Після закінчення училища познайомився з режисером Володимиром Панковим, який порадив Павлу навчатися в режисурі в ГІТІСі у власного педагога О. Л. Кудряшова. У 2006 році закінчив режисерський факультет Державного інституту театрального мистецтва (майстерня О. Л. Кудряшова). Актор Театру Націй та студії В. Панкова SounDrama. Крім акторської роботи пише музику до вистав.

## Благодійність
Павло є членом Опікунської ради недержавного благодійного фонду «Галченя», який надає допомогу дітям з органічними ураженнями центральної нервової системи.

## Особисте життя
Одружений з Нікою, дочкою актора Валерія Гаркаліна, родина виховує сина Тимофія та доньку Катерину.

## Робота в театрі та кіно

### Театральні роботи
- «Однорукий із Спокана» М. Макдонах, Центр драматургії та режисури, режисер В. Панков, 2018 р.[10]
- «Синій синій птах», за мотивами твору М. Метерліка, Театр Націй, О. Глушков, 2017 р.
- «Старий дім» О. Казнцев, Центр драматургії та режисури, режисер В. Панков, 2017 р.
- «Цирк» Театр Націй, режисер М. Діденко, 2017 р.
- «Качине полювання» Олександр Вампілов, Театр Et Cetera, режисер В. Панков, 2015 р.
- «Хто боїться Вірджинії Вульф?» за п'єсою Едварда Олбі, Студія SounDrama спільно з АртПартнер XXI століття, режисер В. Панков, 2015 р.
- «Вірш» за віршами М. Рупасової та ін., Фонд «Галченя», режисер Юлія Пересільд, 2015 р.
- «Пісні воєнних років», Театр Націй, 2015 р.
- «ВІЙНА» за творами «Смерть героя» Р. Олдінгтона, «Іліада» Гомера та «Записки Кавалериста» Миколи Гумільова, Студія SounDrama спільно з Міжнародним Чеховським Фестивалем та Единбурзьким фестивалем, режисер В. Панков, 2014 р.
- «ДВІР» за п'єсою Є. Ісаєвої, Студія SounDrama спільно з Гоголь-Центром, режисер В. Панков, 2014 р.
- «Фарс-мажорний концерт», Театр Націй, 2013 р.
- «ЖЕНИХИ», Театр Націй, режисер Н. Гриншпун, 2012 р.
- «СИНДРОМ ОРФЕЮ» за поемою В. Маяковського та п'єсою Ж. Кокто, Студія SounDrama спільно з Міжнародним Чеховським Фестивалем та Театром Vidy-Loasanne (Швейцарія), режисер В. Панков, 2012 р.
- «МІСТО.ОК» за творами В. Ірвінга та М. Ю. Салтикова-Щедріна, Студія SounDrama, Студія VI спільно з Міжнародним Чеховським Фестивалем, режисер В. Панков, 2011 р.
- «Я, ПУЛЕМЕТЧИК» за п'єсою Юрія Клавдієва, Студія SounDrama, режисер В. Панков, 2010 р.
- «РОМЕО І ДЖУЛЬЄТТА» Вільям Шекспір, Театр Націй, режисер В. Панков, 2009 р.
- «Гоголь. Вечори. Напередодні Івана Купала» за повістю Миколи Гоголя «Вечір напередодні Івана Купала», Студія SounDrama, режисер В. Панков, 2009 р.
- «Оповідання Шукшина» Василь Шукшин, Театр Націй, режисер Алвіс Германіс, 2008
- «Гоголь. Вечора. Сорочинський ярмарок» за повістю Миколи Гоголя «Сорочинський ярмарок», Студія SounDrama, режисер В. Панков, 2008 р.
- «Гоголь. Вечори. Майська ніч, або Потопельниця» за повістю Миколи Гоголя «Майська ніч, або Потопельниця», Студія SounDrama, режисер В. Панков, 2008 р.
- «Гоголь. Вечори. Майська ніч, або Потопельниця» за повістю Миколи Гоголя «Майська ніч, або Потопельниця», Студия SounDrama, режисер В. Панков, 2007 р.
- «ШВЕДСКАЯ СПИЧКА» А. Чехов, Театр Наций, режиссёр Н. Гриншпун, 2007 р.
- «ГОРЯЧЕЕ СЕРДЦЕ» А. Островский, Театр на Малой Бронной, режиссёр Р. Самгин, 2007 р.
- «ХОЛОСТОЙ МОЛЬЕР» Ж-Б Мольер, Московский театр Школа современной пьесы, режиссёр А. Першин, 2006 р.
- «ПЕРЕХОД» по пьесам современных драматургов, куратор Е. Исаева, Студия SounDrama совместно с Центром Драматургии и Режиссуры, режиссёр В. Панков, 2006 р.
- «МОРФИЙ», М.Булгаков, Театр Et Cetera, режиссёр В. Панков, 2006 р.
- «СНЕГИРИ» Театр Наций, режиссёр Т. Сополёв, М. Чумаченко, 2006 р.
- «СНЕЖНАЯ КОРОЛЕВА» Режиссёр В. Родионова, р. Сергиев Посад, 2005 р.
- «МАЛЕНЬКИЙ ПРИНЦ» Режиссёр Е. Ткачук, р. Сызрань, 2005 р.
- «ВРЕМЯ НОЛЬ» Центр «Согласие», режиссёр В. Панков, 2001 р.

### Фільмографія
- «Оптимісти», Олексій Попогребський, 2019 р.
- «Біограф», Віктор Горбачов, 2013 р.
- «Вісімка», Олексій Вчитель, 2013 р.
- «Доктор», Володимир Панков, 2012 р.
- «Два Антони», Леонід Мазор, 2009—2011 рр.
- «Москва, я люблю тебе», Мурад Ібрагімбеков, 2009
- «Буревісник (мультфільм)», Олексій Туркус, 2004 р.

### Музика до спектаклів
- «Пікова дама», Театр юного глядача Єкатеринбург, режисер-хореограф Сергій Землянський, Єкатеринбург, 2020
- «Неправдиві зізнання», Театр ім. О. С. Пушкіна, режисер Євген Писарєв, Москва, 2020 р.
- «Три товариші», Латвійський театр опери та балету, режисер-хореограф Сергій Землянський, Латвія, 2019 р.
- «Лицар полум'яного маточка», Театр ім. А. С. Пушкіна, режисер Деклан Доннеллан, Москва 2019
- «Холостомір», Іркутський Драматичний Академічний театр імені М. П. Охлопкова, режисер-хореограф С. Землянський, Іркутськ, 2018 р.
- «Макбет», Театр Гешер, режисер-хореограф С. Землянський, Ізраїль, 2018 р.
- «Кіт у чоботях», Театр юного глядача Єкатеринбург, режисер-хореограф С. Землянський, Єкатеринбург, 2018 р.
- «Будинок Бернарди Альби», Театр «Червоний Смолоскип», режисер-хореограф С. Землянський, Новосибірськ, 2017 р.
- «Одруження», Лієпайський театр, режисер-хореограф С. Землянський, Латвія, 2017 р.
- «Неділя», Академія Микити Михалкова, режисер-хореограф С. Землянський, Москва, 2016 р.
- «Калігула», Московський Губернський Театр, режисер-хореограф С. Землянський, Москва 2016
- «Вигляд з мосту», Московський Губернський Театр, режисер О. Горушкіна, Москва 2016
- «Жанна Д'Арк», Театр ім. О. С. Пушкіна, режисер-хореограф С. Землянський, Москва 2015
- «РЕВІЗОР», Театр імені М. М. Єрмолової, режисер-постановник Сергій Землянський, Москва 2015
- «ДЕМОН», Театр імені М. М. Єрмолової, режисер-постановник Сергій Землянський, Москва 2014
- «МІРА ЗА МЕРУ», Театр імені О. С. Пушкіна, режисер Д. Доннеллан, Москва 2014
- «Індуліс та Арія», Лієпайський театр, режисер-хореограф С. Землянський, Латвія, 2013 р.
- «ДАМА З КАМЕЛІЯМИ», Театр імені О. С. Пушкіна, режисер-хореограф С. Землянський, Москва 2013
- «МАТЕРИНСЬКЕ ПОЛЕ», Театр імені О. С. Пушкіна (філія), режисер С. Землянський, Москва 2012

### Музика до кіно
- «Я — вчитель», Сергій Мокрицький, 2016 р.

## Визнання та нагороди
- премія МК «За найкращу чоловічу роль» за спектакль «Війна», 2015[11]
- премія МК «За найкращу чоловічу роль другого плану» за спектакль «Місто. ОК», 2012 р.
- премія МК «За найкраще музичне оформлення» за спектакль «Оповідання Шукшина», 2010 р.
- премія «Золотий лист» за спектакль «На траві двору», 2006